# Keblice
Obec Keblice (německy Keblitz) se nachází v okrese Litoměřice v Ústeckém kraji. Žije v ní 377 obyvatel.

## Historie
První písemná zmínka o Keblicích pochází z roku 1249, kdy král Václav II. vesnici prodal měšťanovi z Litoměřic. Na začátku čtrnáctého století část vsi patřila oseckému klášteru, který v roce 1317 vedl s Litoměřicemi spor o keblickou rychtu. V roce 1620 město vlastnilo celou vesnici a spravovalo ji poté jako samostatný statek až do zrušení patrimoniální správy. Po třicetileté válce ve vsi podle berní ruly z roku 1654 stálo osmnáct usedlostí, z nichž bylo jedenáct selských.
Jádrem vesnice je obdélníková náves obklopená velkými usedlostmi. Původní ráz vsi zanikl ve druhé polovině dvacátého století, kdy bylo na návsi postaveno několik bytových domů a staré usedlosti zmodernizovány.

## Obyvatelstvo
|           | 1869 | 1880 | 1890 | 1900 | 1910 | 1921 | 1930 | 1950 | 1961 | 1970 | 1980 | 1991 | 2001 | 2011 |
| --------- | ---- | ---- | ---- | ---- | ---- | ---- | ---- | ---- | ---- | ---- | ---- | ---- | ---- | ---- |
| Obyvatelé | 556  | 524  | 568  | 722  | 773  | 755  | 724  | 458  | 495  | 427  | 365  | 295  | 313  | 368  |
| Domy      | 89   | 94   | 103  | 118  | 130  | 133  | 140  | 152  | 141  | 131  | 124  | 150  | 152  | 153  |

## Pamětihodnosti

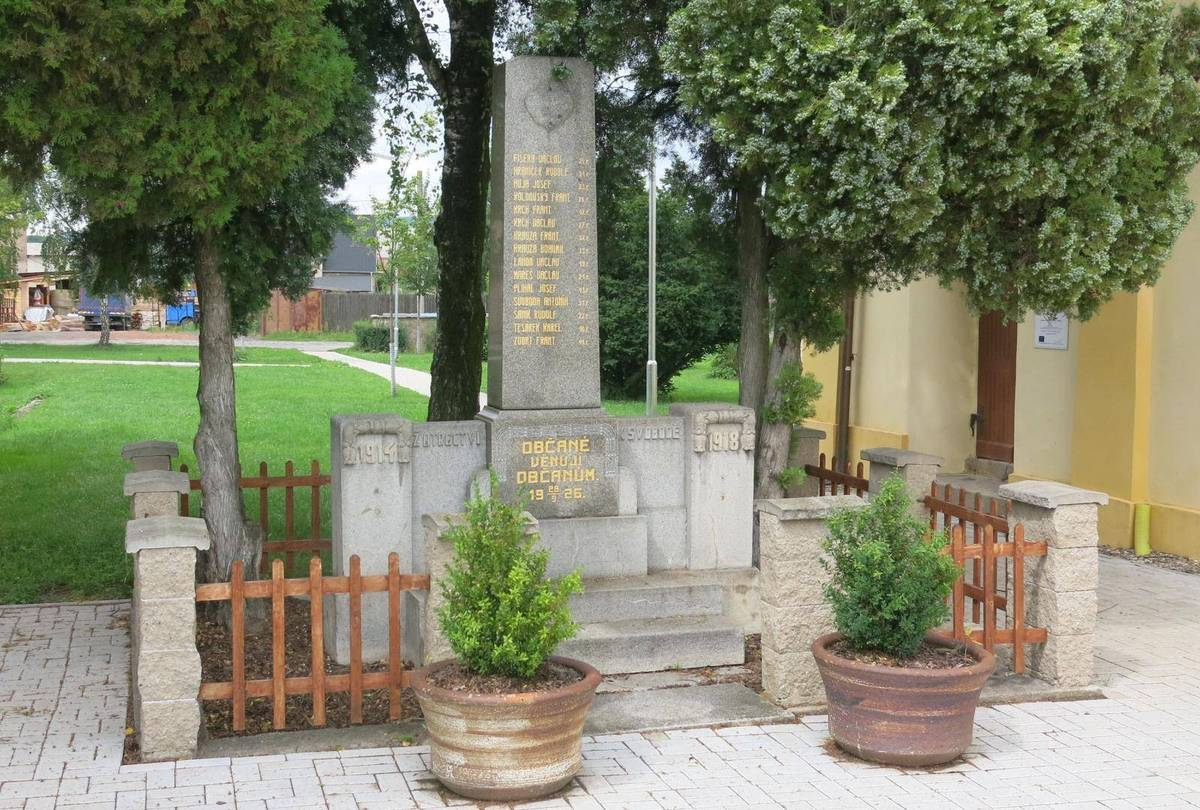
Pomník padlým

Na návsi stojí památkově chráněné usedlosti čp. 7 a 57. První z nich je typickou usedlostí dolního Poohří postavenou v pozdně barokním slohu. Jednopatrový dům má průčelí členěné lizénami a zakončené volutovým štítem. K usedlosti patří bývalá sýpka (čp. 153). Obě budovy spojuje zeď s klenutou bránou a dvěma postranními brankami. Přízemní dům čp. 57 má také barokní volutový štít. Další usedlosti nesou znaky pozdního klasicismu (např. čp. 37) nebo eklekticismu (čp. 39, 40 ad.).
Další stavby ve vsi jsou:
- Kaple svatého Václava (na návsi)
- Pomník padlým ve druhé světové válce (nalevo od kaple)
- Kostel Církve československé husitské (u hřbitova)[7]
- Socha rudoarmějce se samopalem a šeříky na vzpínajícím se koni z roku 1960 (napravo) za kaplí svatého Václava od Karla Zentnera a jeho syna Miroslava Zentnera, sochařů z Libochovic, z kvádrů pískovce ze starého opuštěného lomu nedaleko Mšeného. Deska nese nápis Vám poděkování a lásku Vám 9. 5. 1945.

## Rodáci
- Jiří Haller (1896–1971), bohemista
- Rostislav Justin Valeš (* 1982), herec a manažer